# Tony Genato
Tony Genato (Manila, Gobierno Insular de las Islas Filipinas; 9 de junio de 1929-22 de noviembre de 2023) fue un baloncestista y entrenador de baloncesto filipino que jugaba en la posición de base.

## Carrera

### Club
| Periodo   | Club               |
| --------- | ------------------ |
| 1952-1957 | YCO Painters       |
| 1958-1959 | Elizalde Ball Club |

### Selección nacional
Jugó para Filipinas de 1952 a 1956, participó en dos ediciones de los Juegos Olímpicos, en el Campeonato Mundial de Baloncesto de 1954 donde obtuvieron el tercer lugar y ganó la medalla de oro en los Juegos Asiáticos de 1954.

### Entrenador
Dirigió al Presto Ice Cream en 1977.

## Logros
- Juegos Asiáticos (1): 1954